# Xihe, Fuxin
Xihe är ett stadsdistrikt i Fuxin i Liaoning-provinsen i nordöstra Kina.